# شهرك ذوالفقاري (مقاطعة دهلران)
شهرك ذوالفقاري (بالفارسية: شهرک ذوالفقاری) هي قرية تقع في قسم دشت عباس الريفي (مقاطعة دهلران) في إيران. يقدر عدد سكانها بـ 931 نسمة بحسب إحصاء 2016.